# Províncies del Gabon

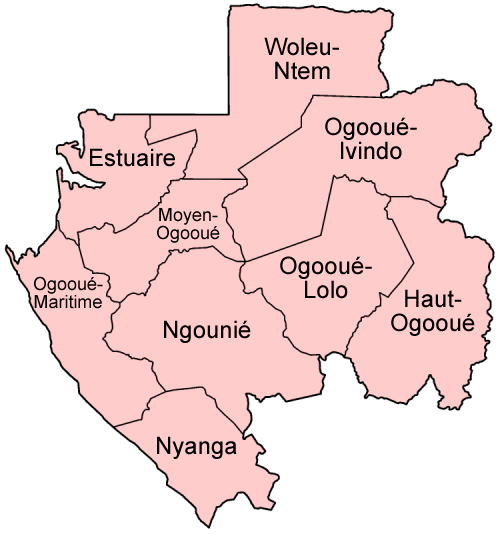
Mapa de las províncies de Gabon

Gabon està dividit en nou províncies: (capitals entre parèntesis)
1. Estuaire (Libreville)
2. Haut-Ogooué (Franceville)
3. Moyen-Ogooué (Lambaréné)
4. Ngounié (Mouila)
5. Nyanga (Tchibanga)
6. Ogooué-Ivindo (Makokou)
7. Ogooué-Lolo (Koulamoutou)
8. Ogooué-Maritime (Port-Gentil)
9. Woleu-Ntem (Oyem)